# Dave Power (Leichtathlet)
David William „Dave“ Power (* 14. Juli 1928 in Maitland; † 1. Februar 2014 in Noosa Heads) war ein australischer Leichtathlet. Der Langstreckenläufer gewann 1960 eine olympische Bronzemedaille im 10.000-Meter-Lauf.

## Leben
Bei den Olympischen Spielen 1956 in Melbourne belegte Power über 10.000 Meter den siebten Platz in 29:49,2 Minuten. Er hatte damit fast eine Minute Rückstand auf seinen drittplatzierten Landsmann Allan Lawrence. 1957 gewann Power seinen ersten australischen Meistertitel im Sechs-Meilen-Lauf, dem angelsächsischen Pendant zum 10.000-Meter-Lauf. 1958 konnte er den Titel verteidigen. Im Juli gewann er bei den British Empire and Commonwealth Games in Cardiff den Sechs-Meilen-Lauf im Spurt gegen den Waliser John Merriman. Im Drei-Meilen-Lauf belegte Power den siebten Platz. Zwei Tage nach dem Drei-Meilen-Finale trat Power auch zum Marathonlauf an und gewann nach 2:22:45,6 Stunden mit rund zehn Sekunden Vorsprung auf den Südafrikaner Jan Barnard.
1959 gewann Power den australischen Meistertitel über drei und über sechs Meilen, konnte 1960 aber nur den Titel auf der kürzeren Distanz verteidigen. Bei den Olympischen Spielen 1960 in Rom belegte Power im 5000-Meter-Lauf in 13:51,8 Minuten den fünften Platz. Über 10.000 Meter hielt er sich bis zum Schluss in der Spitzengruppe und gewann in 28:38,2 Minuten Bronze hinter Pjotr Bolotnikow aus der UdSSR und Hans Grodotzki aus der DDR. 1961 gewann Power auf beiden Langstrecken seinen letzten australischen Titel. Bei den British Empire and Commonwealth Games 1962 Ende November in seiner Heimatstadt Perth gewann Power noch einmal zwei Silbermedaillen. Über sechs Meilen unterlag er dem Kanadier Bruce Kidd, im Marathonlauf musste er sich nach 2:22:15,4 Stunden nur dem Engländer Brian Kilby geschlagen geben. 1963 wurde er Dritter beim präolympischen Asahi International Marathon.
Im Jahre 1999 wurde er in die Sport Australia Hall of Fame aufgenommen.